# الزهراء (كفر سعد)
الزهراء أو كفر ميت أبو غالب سابقًا هي إحدى قرى مركز كفر سعد التابع لمحافظة دمياط بجمهورية مصر العربية.